# Linha das nove raias

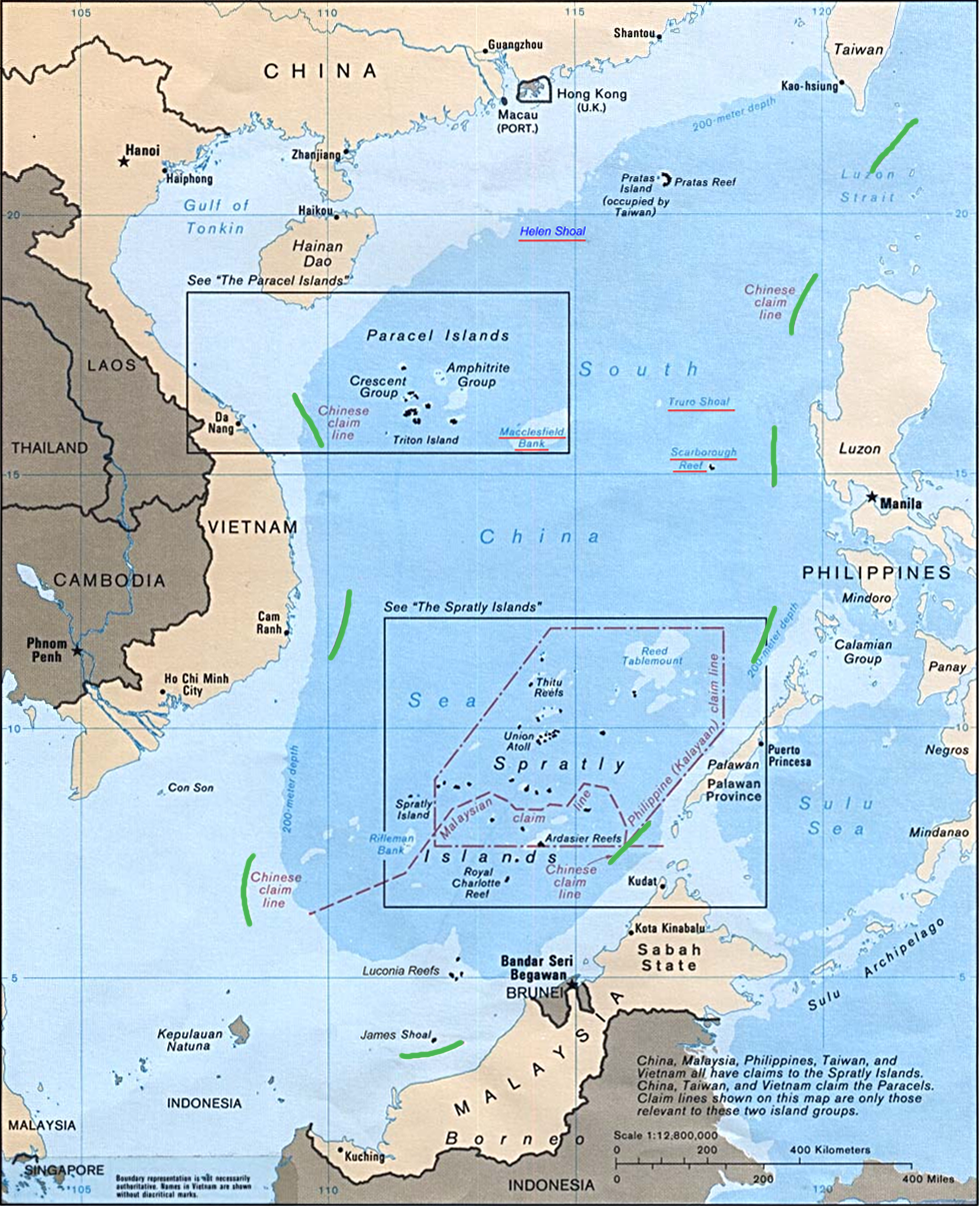
A linha das nove raias destacada em verde.

A linha das nove raias (chinês: 九段线; pinyin: jiǔduàn xiàn; lit. linha dos nove traços), também mencionada como "linha das dez raias" e "linha das onze raias", refere-se a linha demarcatória usada, inicialmente, pelo governo da República da China (RC/Taiwan) e, consequentemente, também pela República Popular da China (RPC) para suas reivindicações da maior parte do mar da China Meridional. A área disputada no mar da China Meridional incluem as Ilhas Paracel, Ilhas Spratly e várias outras regiões, incluindo as Ilhas Dongsha, Ilhas Zhongsha e Ilha Huangyan. A reivindicação abrange a área de aterramento marítimo chinês conhecido como a "Grande Muralha de Areia".
O primeiro mapa continha onze linhas e foi publicado pela República da China em 1 de dezembro de 1947. Duas linhas no Golfo de Tonkin foram, posteriormente, removidas a pedido do primeiro-ministro Zhou Enlai, reduzindo para nove linhas. Edições posteriores adicionaram uma linha a extremidade superior direita do traçado, estendendo para o mar da China Oriental.
Apesar de ter feito uma reivindicação pública em 1947, a China não apresentou uma solicitação formal e precisa da área a ser reivindicada. A China adicionou uma décima linha a leste da ilha de Taiwan em 2013, como parte da alegação de sua soberania aos territórios em disputa no mar da China Meridional.
Em 12 de julho de 2016, o Tribunal Permanente de Arbitragem, em Haia, determinou que a China não tem base legal para reivindicar "direitos históricos" dentro da linha de nove raias, em um caso apresentado ao tribunal pelas Filipinas. O tribunal julgou que não havia nenhuma evidência de que a China havia, historicamente, exercido controle exclusivo sobre as águas ou recursos dentro da área reivindicada. A decisão foi rejeitada pelo governo chinês.

## Disputas
Segundo o ex-presidente filipino, Benigno Aquino III, "a reivindicação da China da linha das nove raias no mar da China Meridional é contra as leis internacionais, especialmente a Convenção das Nações Unidas sobre o Direito do Mar (CNUDM)". Vietnã também rejeitou a reivindicação da China, citando que é infundada e contra a CNUDM. Em 2010, em uma conferência regional em Hanói, a secretária de Estado Hillary Clinton anunciou que "os Estados Unidos tem interesse nacional na liberdade de navegação, no livre acesso às áreas marítimas da ásia e respeito pelas leis internacionais sobre o mar da China Meridional". Os Estados Unidos também pediram acesso irrestrito às áreas que a China reclama como sua própria, e acusou Pequim de adotar uma postura cada vez mais agressiva em alto-mar. Houve pequenas disputas e incidentes durante o período de maior tensão.

### Decisão do tribunal arbitral
Em janeiro de 2013, as Filipinas formalmente iniciaram um processo de arbitragem contra a reivindicação territorial da China sobre a "linha das nove raias", alegando que seria ilegal de acordo com a Convenção das Nações Unidas sobre o Direito do Mar (CNUDM). Entretanto, a China recusou-se a participar da arbitragem. Um tribunal de arbitragem foi formado sob os termos do Anexo VII da CNUDM, sendo decidido, em julho de 2013, que o Tribunal Permanente de Arbitragem teria a função de registrar os procedimentos.
Em 12 de julho de 2016, os cinco juízes do tribunal concordaram, de forma unânime, com as Filipinas. Concluindo que não havia nenhuma evidência de que a China havia, historicamente, exercido controle exclusivo sobre a área, determinando que "não há base jurídica para a China reivindicar direitos históricos" dentro da linha das nove raias. O tribunal também considerou que a China havia violado os direitos soberanos das Filipinas, além de ter causado "danos graves ao ambiente dos recifes de coral". A China, entretanto, chamou a decisão de "infundada"; o então presidente chinês, Xi Jinping, disse que "o território soberano e os direitos marítimos da China no mar da China Meridional não serão afetados pela decisão", porém, a China ainda estava "comprometida com a resolução dos conflitos" com seus vizinhos. Taiwan, que atualmente administra a Ilha Taiping, a maior das Ilhas Spratly, também rejeitou a decisão.